# بي تي سي ثيرابويتكس
بي تي سي ثيرابويتكس (PTC Therapeutics) هي إحدى شركات الأدوية. ويقع مقرها الرئيسي في جنوب بلينفيلد، نيوجيرسي.
وهي الشركة المسئولة عن تطوير مركب بي تي سي 124
ففي بداية شهر سبتمبر من عام 2009 وقّعت شركة بي تي سي اتفاقية مع شركة روش (Roche) لتطوير الجزيئات الصغيرة المتوفرة بيولوجيًا التي يتم تناولها عن طريق الفم والتي تستهدف أمراض الجهاز العصبي المركزي. وصرّحت شركة روشي بأن استخدامها لتكنولوجيا الأنظمة الطبية الكهربائية العامة (GEMS) التابعة لشركة بي تي سي «سوف يُمكّنها من معالجة الآليات الهامة للمرض التي يصعب التغلب عليها باستخدام الطرق التقليدية.» 

## كتابات أخرى
- Schneider, Ilene (2009). "Firm Aims to Regulate RNA in Rare Diseases". Genetic Engineering & Biotechnology News. ج. 29 ع. 8: 14. مؤرشف من الأصل في 2020-04-05. اطلع عليه بتاريخ 2009-04-25.